# Zundra Feagin-Alexander
Zundra Feagin-Alexander (* 12. Juli 1973 als Zundra Feagin) ist eine ehemalige US-amerikanische Leichtathletin, die sich auf den Sprint spezialisiert hat. Ihre größten Erfolg feierte sie mit dem Gewinn der Bronzemedaille in der 4-mal-400-Meter-Staffel bei den Hallenweltmeisterschaften 1999 in Maebashi.

## Sportliche Laufbahn
Zundra Feagin-Alexander wuchs in Florida auf und studierte zuerst an der University of Nevada, Las Vegas, ehe sie an die Louisiana State University wechselte. Erste internationale Erfahrungen sammelte sie im Jahr 1990, als sie bei den Juniorenweltmeisterschaften in Plowdiw in 11,55 s den vierten Platz im 100-Meter-Lauf belegte und in 23,13 s die Silbermedaille über 200 Meter gewann. Zudem gewann sie mit der US-amerikanischen 4-mal-100-Meter-Staffel in 44,50 s die Bronzemedaille. 1992 schied sie bei den Juniorenweltmeisterschaften in Seoul mit 23,88 s im Halbfinale im 200-Meter-Lauf aus und gewann mit der Staffel in 44,51 s die Silbermedaille. 1996 wurde sie NCAA-College-Hallenmeisterin über 200 Meter und im Jahr darauf schied sie bei den Weltmeisterschaften in Athen mit 22,92 s im Halbfinale aus. 1998 belegte sie bei den Goodwill Games in New York City in 23,30 s den siebten Platz über 200 Meter und im Jahr darauf schied sie bei den Hallenweltmeisterschaften in Maebashi mit 24,16 s im Semifinale aus. Zudem gewann sie dort mit der 4-mal-400-Meter-Staffel in 3:27,59 min gemeinsam mit Monique Hennagan, Michelle Collins und Shanelle Porter die Bronzemedaille hinter den Teams aus Russland und Australien. Nach Ende der Saison beendete sie ihre aktive sportliche Karriere im Alter von 26 Jahren.
1999 wurde Feagin-Alexander US-amerikanische Hallenmeisterin im 200-Meter.

## Persönliche Bestleistungen
- 100 Meter: 11,18 s (+1,1 m/s), 18. Mai 1996 in Lexington
  - 60 Meter (Halle): 7,32 s, 20. Februar 1998 in Baton Rouge
- 200 Meter: 22,30 s (+0,9 m/s), 22. Juni 1996 in Atlanta
  - 200 Meter (Halle): 23,29 s, 27. Februar 1999 in Atlanta
- 400 Meter: 52,79 s, 30. März 1996 in Baton Rouge